# Fauna and Flora International
Fauna & Flora International (FFI) — международная благотворительная и неправительственная организация, занимающаяся защитой дикой природы и мест обитания на планете. Была основана в 1903 году. Является старейшей в мире международной природоохранной организацией. Логотипом общества стало изображение белого орикса, после весьма успешного проекта по разведению белых (аравийских) ориксов в неволе, предпринятого обществом.
Основанное как Общество сохранения дикой фауны Британской Империи, общество создало одни из первых заповедников и программ разведения в неволе в XX веке. С тех пор, претерпев несколько изменений в названии и подходах, FFI в настоящее время координирует природоохранные программы примерно в 40 странах, работая через местные партнёрства и уделяя больше внимания развитию компетенций, подходам на муниципальном уровне и охране морской среды, чем в прошлые периоды. Рецензируемый научный журнал общества, ныне известный как Oryx, с 1984 года публикует научные статьи о сохранении природы.
Fauna & Flora International учреждена в соответствии с английским законодательством как компания с ограниченной ответственностью и является зарегистрированной благотворительной организацией с головным офисом в Кембридже. У FFI есть дочерние организации в США и Австралии и дочерняя компания в Сингапуре. В настоящее время FFI проводит природоохранные программы и мероприятия примерно в 40 странах в сотрудничестве с местными партнёрскими организациями, учреждениями, сообществами и властями.
FFI находится под покровительством королевской семьи, восходящего к Эдуарду, принцу Уэльскому (позже король Эдуард VIII), который стал покровителем организации в 1928 году. Королева Елизавета II была покровителем FFI в течение 68 лет после своего восхождения на престол, до октября 2020 года, когда она делегировала покровительство принцу Уильяму, герцогу Кембриджскому, что подчеркивает его многолетнюю работу по сохранению и поддержке сообществ, защищающих их природную среду для будущих поколений. Нынешним президентом FFI является Лаурентин, принцесса Нидерландская. У FFI также есть ряд высокопоставленных вице-президентов, в том числе Дэвид Аттенборо, который был связан с FFI с 1959 года, Стивен Фрай, Шарлотта Уленбрук и лорд Джон Браун Мэдингли.